# 枕前切迹
枕前切迹（英文：Preoccipital notch）是人脑枕叶前的一条长约5厘米的切痕状结构。 结构上，枕叶位于枕前切迹与顶枕沟间的虚拟连线的后方。

## 图像

枕前切迹（红色标记处）